# Gmina zbiorowa Lamspringe
Gmina zbiorowa Lamspringe (niem. Samtgemeinde Lamspringe) – dawna gmina zbiorowa położona w niemieckim kraju związkowym Dolna Saksonia, w powiecie Hildesheim. Siedziba gminy zbiorowej znajdowała się w miasteczku (niem. Flecken) Lamspringe. 1 listopada 2016 gmina zbiorowa została rozwiązana, a cztery ją tworzące gminy zostały przyłączone do miejscowości Lamspringe i stały się tym samym jej dzielnicami.

## Podział administracyjny
Do gminy zbiorowej Lamspringe należało pięć gmin:
1. Harbarnsen
2. Lamspringe
3. Neuhof
4. Sehlem
5. Woltershausen